# Henryk z Rogowa
Henryk (Jandrych) z Rogowa herbu Działosza (zm. 1425) – podskarbi koronny.
Był synem Hinczki z Rogowa podskarbiego Władysława Jagiełły i starszym bratem Hińczy z Rogowa (także podskarbiego). W czasie bitwy pod Grunwaldem należał do straży królewskiej. W latach 1413–1417 był krajczym nadwornym, od 1421 podskarbim nadwornym koronnym, później już podskarbim koronnym.